# Jørgen Jensen
Jørgen Jensen (6 de janeiro de 1947 — 4 de março de 2015) foi um ciclista dinamarquês.
Jensen foi um dos atletas que representou a Dinamarca nos Jogos Olímpicos de 1968, na Cidade do México, onde competiu no tandem masculino (2000 m).